# Stéphane Heurteau
Stéphane Heurteau, né le 15 août 1967 à Nantes, est un illustrateur et un auteur de bande dessinée français.

## Biographie
Graphiste et illustrateur pour la publicité, Stéphane Heurteau se lance dans la bande dessinée à partir de 2001 avec la série Itinérêve d'un gentilhomme d'infortune (trois volumes parus chez Le Cycliste), puis réalise Le Miroir des fantasmes et Winston Hoggart (deux tomes) pour Carabas. Il signe également des ouvrages illustrés chez Albin Michel, Equinoxe et Terre de Brume, ainsi que plusieurs albums de bande dessinée à vocation pédagogique.

## Publications

### * Séries

#### Itinérêve d'un gentilhomme d'infortune
scénario, dessin et couleurs, Le Cycliste
1. La Grande Aventure, 2001  (ISBN 2-912249-42-2) ;
2. Quand les anges voyagent, 2002  (ISBN 2-912249-48-1) ;
3. … 221 bis, 2002  (ISBN 2-912249-52-X) ;

INT. Le Prince de l'ennui, reprend les trois tomes remaniés avec nouvelles planches et couleurs retravaillées, Éditions du Long Bec, 2018  (ISBN 979-1-09-249982-7).

#### Winston Hoggart
dessin et couleurs, avec François Debois (scénario), Carabas, collection « Époques »
1. Les Chemins de l'Ombre, 2004  (ISBN 2-914203-71-3) ;
2. L'Appel du Tor, 2005  (ISBN 2-351-00048-X).

#### Lautremer
dessin et couleurs, avec Yves Leclercq (scénario), Casterman, collection « Ligne d'horizon »
1. La Société Socrate, 2008  (ISBN 978-2-203-00558-7) ;
2. L'Héritage, 2009  (ISBN 978-2-203-01577-7).

#### Fanch Karadec l'enquêteur breton
scénario et couleurs, avec Sébastien Corbet (dessin), sur une idée de Régis Loisel et Jean-Charles Kraehn, Vagabondages
Fanch Karadec, autrefois enseignant, est un vieux garçon bourru et tenace qui vit sa retraite en Bretagne. Entre moments partagés avec ses copains, mots-croisés et parties de pêche, il se mêle volontiers de résoudre les mystères qui se présentent…
1. Le Mystère Saint-Yves, 2010, Prix « Polar » 2010 de la meilleure série BD au Festival Polar de Cognac  (ISBN 978-2-918143-08-6) ;
2. L'Affaire malouine, 2012  (ISBN 978-2-918143-12-3) ;
3. La Disparue de Kerlouan, 2013  (ISBN 978-2-918143-29-1) ;
4. l'Énigme Gavrinis, 2017  (ISBN 978-2-918143-34-5) ;

INT. Fanch Karadec - le coffret, coffret réunissant les 4 tomes, 2017

#### Sant-Fieg
scénario et dessin, lavis noir et blanc, éditions Coop Breizh

« Polar » 2013 du « Meilleur One Shot Francophone de BD » au Festival Polar de Cognac,
1. Rachid, 2013  (ISBN 978-2-84346-600-7) ;
2. Armel, 2013  (ISBN 978-2-84346-626-7).

### One Shot

#### Le Miroir des fantasmes - Au début
scénario et dessins, Carabas, collection « Cockpit », 2003  (ISBN 2-914203-24-1).

#### Hyde
scénario et dessins, Casterman, collection « Univers d'auteurs », 2011  (ISBN 978-2-203-02061-0).

#### Il Pennello
story board, avec Serge Perrotin (scénario), Jean-Marc Allais (dessin), Sylvie Moureaux-Nery et David Dany (couleurs), Sandawe, 2011  (ISBN 978-2-930623-01-6).

#### Polart
scénario et dessin
version noir et blanc, Mine de Polars, 2012
version longue en couleurs, Le Cercle Noir, 2013  (ISBN 978-2-7466-1341-6).

#### La Chenue
story-board et couleurs, avec Jean-Blaise Djian et Didier Convard (scénario), et Sébastien Corbet (dessin), Vents d'Ouest, 2013  (ISBN 978-2-7493-0542-4).

#### Over
scénario et dessin, noir et blanc, Locus Solus, 2015  (ISBN 978-2-368-33077-7).
Jack Quervellat est capitaine au sein de la Police Judiciaire de Bordeaux. Mis à pied après avoir tabassé un suspect, sa vie bascule lorsque son épouse, leur fille et sa maîtresse sont assassinées par un mystérieux tueur et qu'il est lui-même grièvement blessé et défiguré. Reclus dans l'île d'Ouessant, il assiste à une dispute entre ses voisins au cours de laquelle la femme abat son mari…

#### Phare Ouest: L'Ultime épopée des Terre-Neuvas
dessin et couleurs, avec Philippe Charlot (scénario), Bamboo - Grand Angle, 2019  (ISBN 978-2-8189-6707-2).
Pèir, un adolescent de 17 ans, s'équipe d'une mobylette pour parcourir le trajet à travers la Bretagne effectué dans les années 1960 par François, son grand-père, que ce dernier a consigné dans un carnet de souvenirs qu'il lui a offert. François décide d'accompagner Pèir dans son périple, mais les lieux ne sont plus ce qu'ils étaient…

### Albums collectifs
- Les Aventures de Vick et Vicky, Éditions P'tit Louis :

HS. Petites histoires de Noël, scénarios et dessins collectifs (Jean-Louis Pesch, Erwan Le Saëc, Malo Louarn, Bélom, Sébastien Tanguy, Laurent Lefeuvre, Dominique Mainguy, Stéphane Duval, Stéphane Heurteau, Bruno Bertin, Michel Rodrigue, Kalou, Gégé, Yannick Messager, Brice Goepfert, Jean-Claude Vruble, Jean Rolland), 2003  (ISBN 2-914721-08-0).

### Ouvrage illustré
- La balade de Gwen, scénario et dessins de Stéphane Heurteau, Terre de Brume, 2001  (ISBN 2-84362-117-8).
- Du Rififi chez le roi Arthur, scénario et dessins de Stéphane Heurteau, Terre de Brume, 2002  (ISBN 2-84362-150-X).
- L'Ankou - Voyage au pays des morts[4], scénario de Dieter, dessins de Stéphane Heurteau, Albin Michel, 2004  (ISBN 2-226-15269-5).

### Carnet de voyage
- 4 saisons sur les îles bretonnes, dessins de Stéphane Heurteau, Éditions Équinoxe, 2003  (ISBN 2-84135-358-3).
- Nantes, étonnante et fascinante !, dessins de Stéphane Heurteau, Éditions Atelier 56, 2012  (ISBN 978-2-9543634-0-0).
- Escapade en Morbihan, dessins de Stéphane Heurteau, Éditions Atelier 56, 2013  (ISBN 978-2-9543634-1-7).

### Mise en couleur
Sous le pseudonyme « Atelier 56 » :
- Jo le paysan, scénario de Marc Bernard, dessins de Guillaume Le Goupil, Éditions Coprin :
  1. Haro sur les Ogm, 2012  (ISBN 978-2-919105-26-7).
- Les grandes enquêtes des p'tits Philous, scénario de Jean-Blaise Djian, dessins de Sébastien Corbet, Éditions Vagabondages :
  1. Bessin et compagnie, 2008  (ISBN 978-2-918143-01-7).
- Les fondus du bricolage, scénario de Hervé Richez et Christophe Cazenove, dessins de Widenlocher, Bamboo Édition, 2007  (ISBN 978-2-35078-271-3).
- Les résidents, scénario de Jean-Blaise Djian, dessins de Philippe Malaussena, Éditions Arolim, 2007.